# Hyaloplaga
Hyaloplaga là một chi bướm đêm thuộc họ Crambidae.